# Кузьмино (Василівське сільське поселення)
Кузьмино (рос. Кузьмино) — присілок Сафоновського району Смоленської області Росії. Входить до складу Василівського сільського поселення. Населення — 1 особа (2007 рік).